# Grom (Pasym)
Grom (deutsch Grammen) ist ein Dorf in der polnischen Woiwodschaft Ermland-Masuren. Es gehört zur Gmina Pasym (Stadt-und-Land-Gemeinde Passenheim) im Powiat Szczycieński (Kreis Ortelsburg).

## Geographische Lage
Grom liegt südwestlich des Grammer Sees (polnisch Jezioro Gromskie) und unmittelbar am Kleinen Grammer See (polnisch Jezioro Machniacz) in der südlichen Mitte der Woiwodschaft Ermland-Masuren. Bis zur Kreisstadt Szczytno (deutsch Ortelsburg) sind es zehn Kilometer in südöstlicher Richtung.

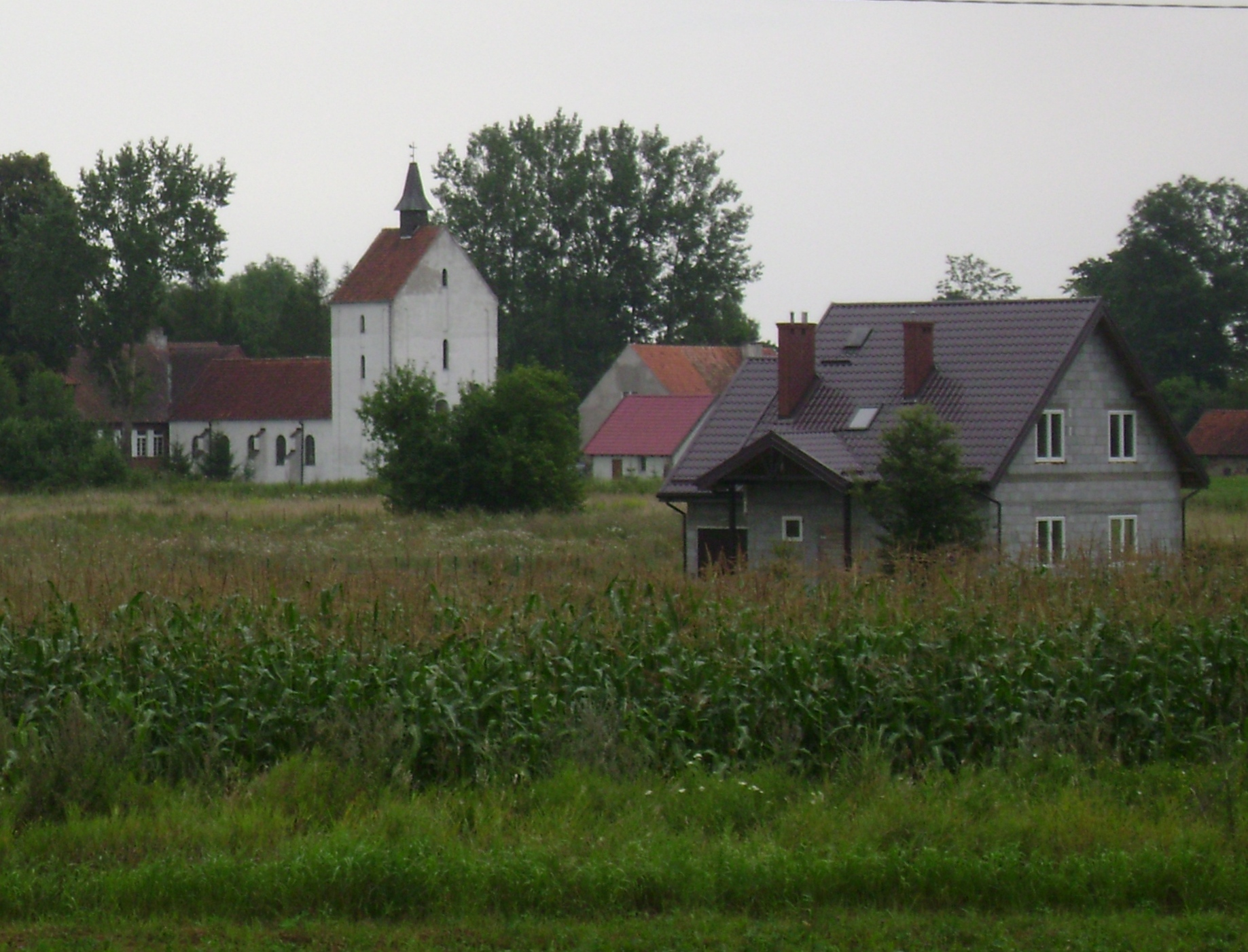
Ortsansicht Grom (Grammen)

## Geschichte
Grammeswalde wurde im Jahre 1381 gegründet. Das Privileg wurde am 2. Februar jenes Jahres ausgestellt. Mit ihm übergab Kuno von Liebenstein, Komtur von Osterode (polnisch Ostróda), dem Heinrich von Güldenhorn Ländereien zur „Lokation eines Zinsdorfs mit dem Privileg der kleinen Gerichtsbarkeit und der Fischerei im Grammer See“.
Zwischen 1874 und 1945 war Grammen in den Amtsbezirk Nareythen (polnisch Narajty) eingegliedert, der zum ostpreußischen Kreis Ortelsburg gehörte.
Im Jahre 1910 waren in Grammen 696 Einwohner registriert. Ihre Zahl belief sich 1933 auf 904 und 1939 auf 801.
Mit dem gesamten südlichen Ostpreußen wurde Grammen 1945 Teil Polens. Das Dorf erhielt die polnische Namensform „Grom“ und ist heute als Sitz eines Schulzenamts (polnisch Sołectwo) eine Ortschaft im Verbund der Stadt-und-Land-Gemeinde Pasym (Passenheim) im Powiat Szczycieński, bis 1998 der Woiwodschaft Olsztyn, seither der Woiwodschaft Ermland-Masuren zugehörig.

## Kirche

### Evangelisch
Grammen war bis 1945 in die evangelische Kirche Passenheim in der Kirchenprovinz Ostpreußen der Kirche der Altpreußischen Union eingepfarrt. Die jetzige Kirche Pasym, die der Diözese Masuren der Evangelisch-Augsburgischen Kirche in Polen zugeordnet ist, ist weiterhin die Pfarrkirche.

### Römisch-katholisch

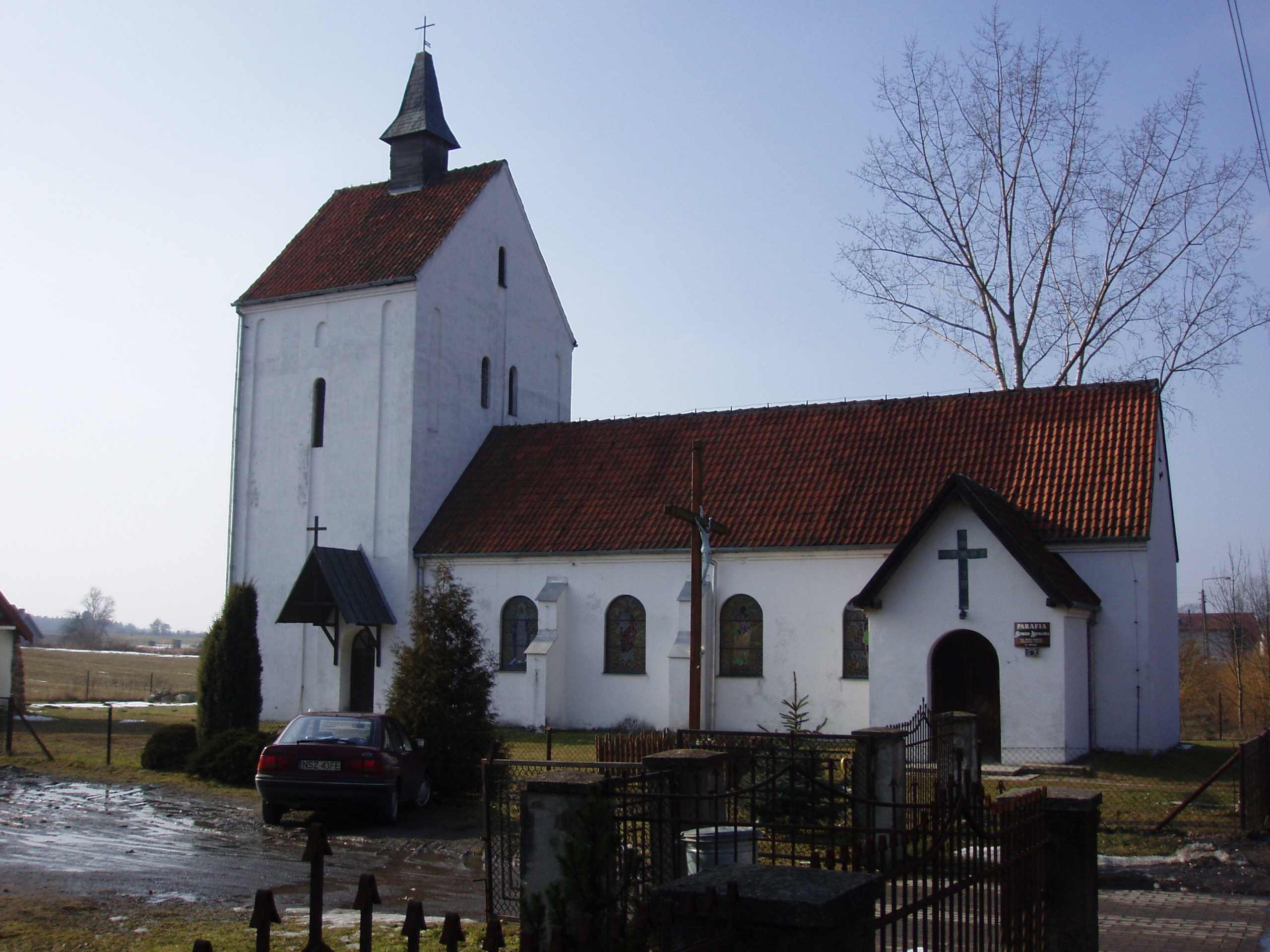
Die Kirche in Grom

Bis 1945 war Grammen in die römisch-katholische Pfarrgemeinde in Passenheim im Dekanat Masuren I im Bistum Ermland eingegliedert. Heute steht in Grom eine eigene Kirche, die – der Jungfrau Maria, der Königin von Polen gewidmet – Pfarrkirche der seit 1987 bestehenden Pfarrei in Grom ist. Sie gehört nun zum Dekanat in Pasym im jetzigen Erzbistum Ermland.

## Schule

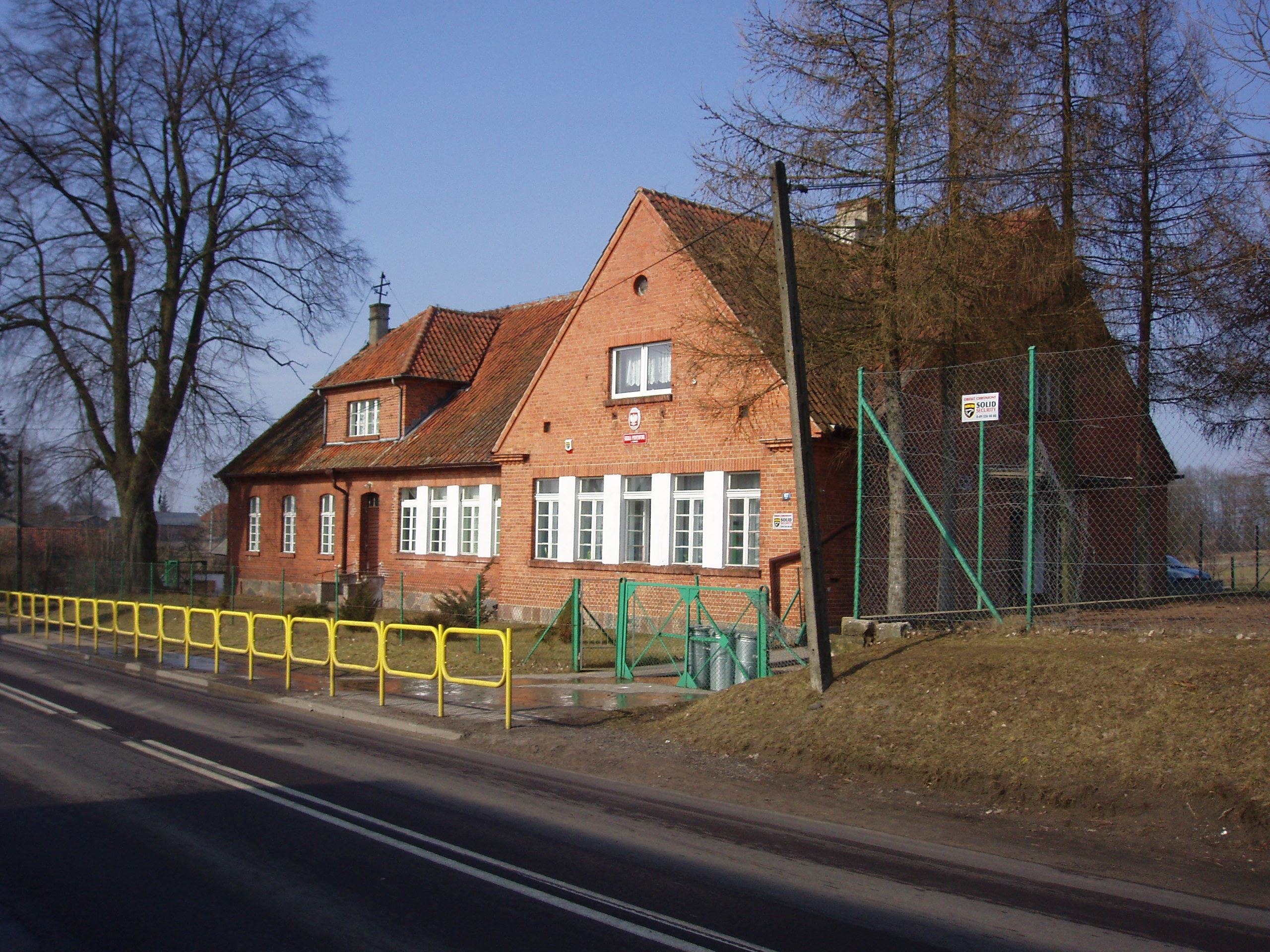
Die Schule in Grom

Die Gründung der Schule in Grammen erfolgte um 1730 unter König Friedrich Wilhelm I. 1932 erhielt sie einen Neubau. 1939 wurden hier etwa 150 Kinder in drei Kassen unterrichtet.

## Verkehr

### Straße
Grom liegt an der verkehrsreichen polnischen Landesstraße 53 (einstige deutsche Reichsstraße 134), die von Olsztyn (Allenstein) nach Ostrołęka führt und die beiden Woiwodschaften Ermland-Masuren und Masowien verbindet.

### Schienen

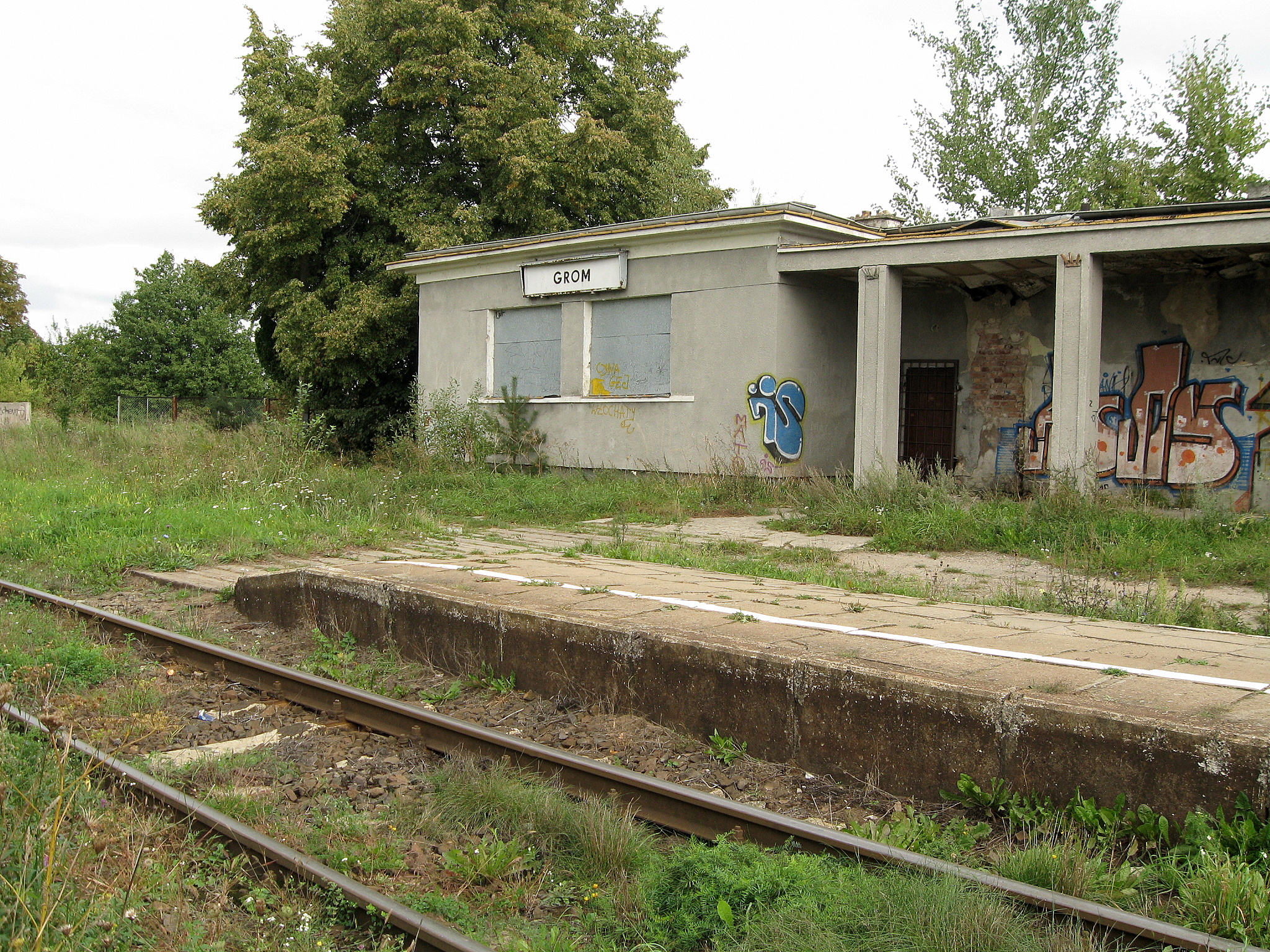
Bahnstation Grom

Seit dem 1. November 1883 ist Grammen resp. Grom eine Bahnstation an der jetzt von der Polnischen Staatsbahn (PKP) befahrenen Bahnstrecke Olsztyn–Ełk (deutsch Allenstein–Lyck). Bis 2001 war die Station ein Bahnhof für Personen- und Güterverkehr, seither ist sie lediglich ein Haltepunkt im Personenverkehr.